# Hanns Nathow
Hanns Nathow (* 29. Juli 1893 in Krey, Rheinprovinz; † 1945 in Most, Tschechoslowakei) war ein deutscher Ingenieur, Manager und Wehrwirtschaftsführer, der maßgeblich Einfluss auf den Kohlenbergbau und die Hydrierung im Reichsgau Sudetenland hatte.

## Leben
Er war der Sohn des Elektro-Ingenieurs Emil Nathow aus Krey. Als Student wurde er vom Ausbruch des Ersten Weltkrieges überrascht, an dem er teilnahm und zuletzt in Flandern eingesetzt war. Als Leutnant der Reserve wurde er 1919 entlassen und setzte danach sein Ingenieurstudium fort. Nach seiner Tätigkeit in Berlin, wo er u. a. im Vorstand der reichseigenen Elektrowerke AG saß, und seiner Tätigkeit als Bergwerksdirektor, wurde er Wehrwirtschaftsführer. Nach der Bildung des Reichsgaus Sudetenland im Juni 1939 wurde er Generaldirektor bzw. Vorstandsvorsitzender der unter intensiver Mitwirkung der Dresdner Bank gegründeten Sudetenländischen Bergbau AG (SUBAG) mit Sitz in Brüx. Mitte März 1939 hatten die Beratungen für die Einrichtung einer neuen Bergbau AG begonnen und es sollte anfangs nur die Bergwerke der Böhmischen Handelsgesellschaft und die des tschechischen Staatsmontankonzerns aufnehmen. Das Reichswirtschaftsministerium setzte Nathow anfangs als Treuhänder und kommissarischen Leiter ein, welcher die Gründung aus Brüx aus leiten sollte. Dabei sollte das Aktienkapital 20 Mio. RM betragen, welche sich zu 60 % aus Mitteln des Reichsfinanzministeriums speiste und der restliche Anteil sowohl von der Dresdner Bank als auch von den Reichswerken Hermann Göring beigestellt werden sollte. Mit 12,5 Mio. RM sollten die Bergbaubetriebe des ehemaligen tschechischen Staatsmontankonzern übertragen werden und die der Böhmischen Handelsgesellschaft sollten mit 7,5 Mio. RM aus dem Betrag der Dresdner Bank eingebracht werden. Anfangs wurden dem alleinigen Vorstand Nathow ein achtköpfiger Aufsichtsrat zur Seite gestellt. Nach der Gründung der SUBAG sicherte Nathow der Dresdner Bank zu, dass die Bankgeschäfte der SUBAG über die Dresdner Bank erfolgen sollten.
Diese AG übernahm ab 1940 im Zusammenhang mit der Arisierung Braunkohlegruben im Nordböhmischen Becken bei Komotau, Brüx und Dux sowie im Falkenauer Becken bei Falkenau und Karlsbad. Eigentümer der Sudetenländischen Bergbau AG war der deutsche Staatskonzern Reichswerke Hermann Göring. Ende 1941 wurde Nathow Mitglied des Landesausschusses Sudetenland. Bis zu diesem Zeitpunkt war er Aufsichtsratsmitglied einer Vielzahl von Unternehmen der Braunkohleindustrie, Energieversorgung und der Eisen- und Stahlindustrie, sowohl im Deutschland, als auch in Österreich.
Ein hundertprozentiges Tochterunternehmen waren die Sudetenländischen Treibstoffwerke (SUTAG) in Maltheuern (heute Záluží), in deren Vorstand Nathow ebenfalls tätig war und die ab 1942 im Bergius-Pier-Verfahren die Produktion synthetischer Kraftstoffe aus Braunkohle aufnahm. Das Werk wurde vollständig mit staatlichen Mitteln in Höhe von 250 Millionen RM finanziert und zählte mit einem Durchsatz von 600.000 Jahrestonnen bis 1945 zu den größten Hydrierwerken im deutschen Einflussbereich.
1942 hatte er außerdem einen Sitz im Verwaltungsrat der Wernersdorfer Kupfergruben AG in Prag im Protektorat Böhmen und Mähren, als deren Liquidator er 1943 eingesetzt wurde.
In Halle an der Saale in der preußischen Provinz Sachsen war Nathow Vorsitzender des Bergbau-Industrie-Vereins. Ferner leitete er die Bezirksgruppe Mitteldeutscher Braunkohlenbergbau der Wirtschaftsgruppe Bergbau der Reichsgruppe Industrie, die ebenfalls in Halle ihren Sitz hatte.
Nach Kriegsende ergriff er nicht wie mehrere andere deutsche Wirtschaftsmanager die Flucht aus der wieder gegründeten Tschechoslowakei, sondern blieb in Most. In der dortigen Kaserne wurde er kurz darauf inhaftiert und ohne Urteil gemeinsam mit weiteren Frauen und Männern der Generaldirektion der Sudetenländischen Bergbau AG erschossen.

## Schriften (Auswahl)
- Die Entwicklung im sudetenländischen Kohlenbergbau. In: „Deutsche Zeitschrift der Wirtschaftskunde“, 5 (1941) und in: „Die Wirtschaft“, Prag, Nr. 28 vom 12. Juli 1941.

## Ehrungen
- Ehrentitel Wehrwirtschaftsführer
- Auf Antrag Görings verlieh ihm Hitler in Anerkennung seiner Verdienste um die Kriegsindustrie das Kriegsverdienstkreuz II. Klasse.
- Die Technische Hochschule Berlin ernannte ihn im August 1943 zum Ehrensenator.[10]
- Die Bergakademie Freiberg ernannte ihn im September 1943 zum Ehrensenator.[11]